# Gouts
 Gouts  (en occitano Gots) es una población y comuna francesa, situada en la región de Aquitania, departamento de Landas, en el distrito de Dax y cantón de Tartas-Est.

## Demografía
| 302 | 269 | 242 | 223 | 211 | 238 |
| Para los censos de 1962 a 1999 la población legal corresponde a la población sin duplicidades (Fuente: INSEE [Consultar]) |     |     |     |     |     |